# ويلسون واشنطن
ويلسون واشنطن (بالإنجليزية: Wilson Washington)‏ مواليد 3 أغسطس 1955 في نورفولك، هو مدرب كرة سلة أمريكي ولاعب سابق. بدأ مسيرته الاحترافية في سنة 1977. تم اختياره من قبل فريق فيلادلفيا سفنتي سيكسرز خلال الدرافت. يبلغ طوله 6 قدم 9 بوصة (2.1 م). اعتزل اللعب في 1983. أحرز خلال مسيرته في الإن بي إيه 731 نقطة بمعدل 7.3 نقاط في المباراة الواحدة. لعب مع فيلادلفيا سفنتي سيكسرز وبروكلين نتس.

## روابط خارجية
- ويلسون واشنطن على موقع إن بي أي (الإنجليزية)
- ويلسون واشنطن على موقع سبورتس رفرنس (الإنجليزية)
- ويلسون واشنطن على موقع كلية كرة السلة في سبورتس رفرنس.كوم (الإنجليزية)
- ويلسون واشنطن على موقع ريلجم (الإنجليزية)
- ويلسون واشنطن على موقع بروبوليرز (الإنجليزية)